# Zigadenus
Genre
Classification APG III (2009)
Zigadenus est un genre de plante appartenant à la famille des Mélanthiacées.

## Classification
Ce genre a été décrit en 1803 par le botaniste et explorateur français André Michaux. 

### Liste d'espèces
Selon ITIS (6 août 2015) et NCBI (6 août 2015) :
- Zigadenus glaberrimus Michx.

### Redistribution des espèces anciennement dans ce genre
Au XIXe siècle, la classification phylogénétique a occasionné des remaniements au sein de la famille linéenne des Liliaceae, ne conservant dans ce genre qu'une seule espèce, Zigadenus glaberrimus, les autres ayant été recomposées dans d'autres genres de Melanthiaceae :  
- Amianthium muscitotoxum
- Anticlea elegans
- Anticlea hintoniorum
- Anticlea mogollonensis
- Anticlea neglecta
- Anticlea sibirica
- Anticlea vaginata
- Anticlea virescens
- Anticlea volcanica
- Stenanthium densum
- Stenanthium gramineum
- Stenanthium leimanthoides
- Toxicoscordion brevibracteatum
- Toxicoscordion exaltatum
- Toxicoscordion fontanum
- Toxicoscordion fremontii
- Toxicoscordion nuttallii
- Toxicoscordion paniculatum
- Toxicoscordion venenosum
- Toxicoscordion micranthum